# 에그몽
에그몽은 오리온제과가 2001년에 판매했던 초콜릿 식품완구이다. 킨더 서프라이즈와 유사한 제품이다.

## 장난감
자동차, 변신로봇, 음악단 등등이 있었으며, 퀄리티는 킨더 서프라이즈나 킨더 조이의 장난감보다도 매우 높았었다. 다만 킨더 에그에 비해 상상의 생물(특히 요정이나 인어)을 주제로 한 장난감이 없었다.

## 원본
튀르키예의 기업 Balaban의 장난감을 수입하여 판매한 것이다.

## 논란
벌레가 나와서 논란이 되었었고, 이로 인하여 2013년에 단종됐다.